# Egmar Goncalves
Egmar Goncalves, né le 15 août 1970 à Vila Velha au Brésil, est un footballeur international singapourien. Il évoluait au poste d'attaquant.

## Biographie

### Carrière en équipe nationale
Egmar Goncalves joue son premier match en équipe nationale en 2002. Il reçoit sa dernière sélection en 2006.
Au total, il compte 15 sélections et 4 buts en équipe de Singapour entre 2002 et 2006.

## Palmarès

### En club
- Avec le Home United :
  - Champion de Singapour en 2003
  - Vainqueur de la Coupe de Singapour en 2000, 2001, 2003 et 2005

### Distinctions personnelles
- Meilleur buteur du Championnat de Singapour en 2004 (30 buts)
- Meilleur buteur de la Coupe de l'AFC en 2004 (7 buts)